# Nonnetræand
Nonnetræand (Dendrocygna viduata) er en træænd, der lever i det subsahariske Afrika og i Sydamerika.